# Shady Hills
Shady Hills is een plaats (census-designated place) in de Amerikaanse staat Florida, en valt bestuurlijk gezien onder Pasco County.

## Demografie
Bij de volkstelling in 2000 werd het aantal inwoners vastgesteld op 7798.

## Geografie
Volgens het United States Census Bureau beslaat de plaats een oppervlakte van
71,0 km², waarvan 67,8 km² land en 3,2 km² water.

## Plaatsen in de nabije omgeving
De onderstaande figuur toont nabijgelegen plaatsen in een straal van 16 km rond Shady Hills.